# Alberto Galíndez
José Alberto Galíndez Cordero (Macapo, Cojedes, 25 de junio de 1955) es un político venezolano, gobernador del estado Cojedes desde noviembre de 2021. Se desempeñó como alcalde de Tinaco y luego como gobernador del Estado Cojedes entre 1996 y 2000. Fue dirigente del partido Primero Justicia hasta su expulsión el 8 de abril de 2025 por postularse a la reelección, la cual ganó. Actualmente es dirigente fundador del partido regional Vamos Vamos Cojedes.

## Carrera política

### Gobernador de Cojedes (1996-2000)
Galíndez fue electo gobernador de Cojedes por Acción Democrática en las elecciones de 1995 con el 45 % de votos, derrotando al gobernador José Felipe Machado de COPEI. Fue reelecto en las elecciones regionales de 1998, esta vez con el 54 % de votos y nuevamente resultando ganador ante Machado, con casi 30 puntos de ventaja.
Como gobernador se propuso una serie de planes para mejorar la economía del estado, entre los que se encontraban: Poner en marcha el plan Cojedes 2000 para generar empleos mediante la construcción de un aeropuerto internacional y una Zona Franca, así como la reactivación de Hilanderías Tinaquillo y otras industrias. También aseguraba que entregaría parcelas de 50 y 100 hectáreas en zonas rurales de Paraima, algunas de estas tierras hoy ocupadas por la Fuerza Armada Nacional.
En el año 2000 se realizan ciertas investigaciones por irregularidades administrativas cometidas por Galíndez, las cuales derivaron en su culpabilidad y en su posterior destitución por parte de la Contraloría General y de la Comisión Legislativa Nacional, dependiente de la Asamblea Nacional Constituyente. Esto originó una situación en la que afectos a Galíndez protagonizaron disturbios en la ciudad de San Carlos por espacio de varios días, en defensa de él. El 5 de abril el estado virtualmente se paralizó, se procedió a la quema de la legislatura donde el MVR (partido de gobierno) había organizado un evento denominado Juicio a la corrupción y se reportaron 18 heridos. Después, se realizaron las  elecciones generales del 2000, en las cuales pierde Galíndez frente del candidato oficialista Jhonny Yánez Rangel.
En esa elección, Galíndez recibió un total de 39 687 votos y su contrincante más cercano Jhonny Rangel recibió 39 606 votos. Sin embargo Rangel fue nombrado vencedor por lo que Galíndez decidió apelar. El CNE había sumado a los votos recogidos por Rangel, los 186 votos que recibió Juan Bautista Pérez en la elección. De acuerdo con el CNE, Bautista Pérez había abandonado la carrera electoral y el nombre de Rangel lo sustituyó. El CNE demostró que esta sustitución había sido publicada en la Gaceta. Galíndez adujo que la sustitución no era legal y que ocurrió luego de la fecha límite. El CNE decidió en su contra, alegando que la apelación que siguió a las elecciones fue realizada fuera de término y que Galíndez debió haber presentado una apelación en el momento en que se llevó a cabo la sustitución.

### Actividad política posterior
En el año 2004 se presenta como candidato a la gobernación de Cojedes, perdiendo nuevamente contra Jhonny Yanez Rangel por un margen de 20 puntos porcentuales, 56 % a 36 %. En las elecciones de noviembre de 2008 se postula a la gobernación, obteniendo el 39,5 % de los votos, siendo derrotado frente al chavista Teodoro Bolívar quien alcanzó el 52 %. En las elecciones parlamentarias de 2010, Galíndez fue candidato a diputado por el circuito 1.° de Cojedes por su partido Acción Democrática, postulándose por fuera de la Mesa de la Unidad. Semanas antes de la elección, Galíndez declinó en favor de Alexander Mireles, candidato por la MUD y dirigente de Voluntad Popular.
Después se presenta como precandidato a la gobernación del mismo estado en las elecciones primarias de la MUD, siendo electo para presentarse en las elecciones regionales de 2012, en las cuales fue derrotado nuevamente, pero esta vez frente a Erika Farías, del PSUV anterior gobernadora del estado con amplia ventaja en votos y en porcentaje.
En el año 2017 se postula nuevamente a las elecciones primarias de la MUD para las elecciones regionales de 2017 pautadas para el 15 de octubre, sin contar con el apoyo de su anterior partido, Acción Democrática quien postuló a la diputada Dennis Fernández. Galindez se unió a Primero Justicia. En las primarias entre Galíndez y Fernández resultó vencedor Alberto Galíndez como candidato de la MUD. Se midió en las urnas el 15 de octubre del 2017 ante la candidata por el PSUV Margaud Godoy resultando está vencedora con el 55,62% frente a un 42,77%.

### Gobernador de Cojedes (desde 2021)

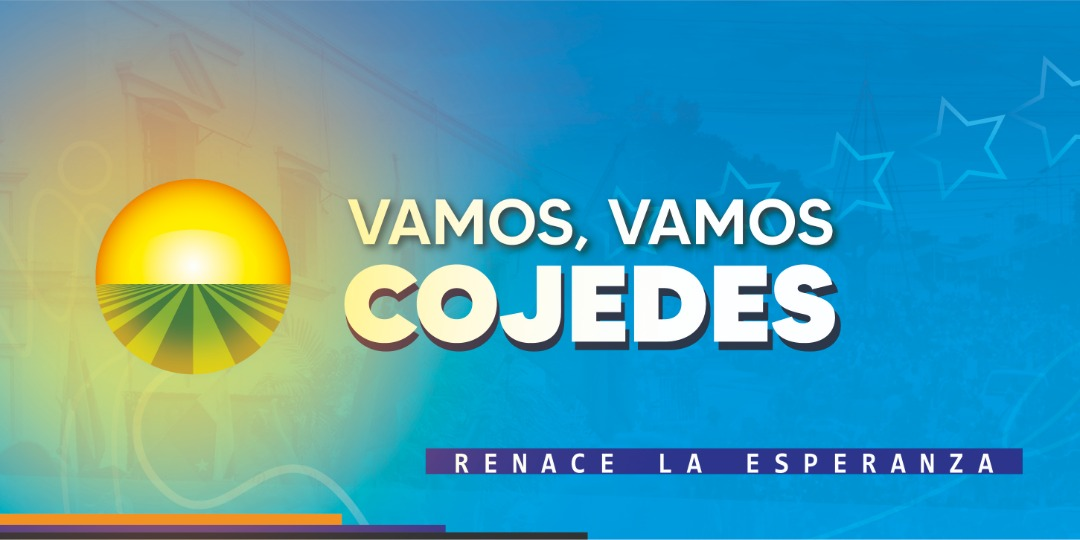
Eslogan del plan de gobierno de Cojedes.

En el año 2021 ante el escenario de las elecciones regionales de 2021 se postula como candidato a gobernador por el Estado Cojedes por la tarjeta de la MUD, resultando electo de forma inesperada con más de 10 puntos de ventaja sobre Nosliw Rodríguez, candidata del PSUV. La victoria de Galíndez fue considerada un «batacazo» electoral, pues Cojedes era históricamente considerado un bastión chavista, rompiendo así con 21 años de gobiernos oficialistas en el estado. Galíndez además venció en 7 de los 9 municipios del estado. Galíndez se juramentó ante el Consejo Legislativo del Estado Cojedes el 2 de diciembre de 2021. Justo después de su proclamación inició el plan Vamos, Vamos Cojedes, que cambió la imagen de la gobernación y se planteó unos objetivos en materia de gobierno.
El 30 de noviembre de 2021 se reunió en el Palacio de Miraflores con el presidente Nicolás Maduro, al igual que los demás gobernadores opositores del país. El día en que Galíndez tomó posesión, el gobierno nacional en Gaceta Oficial N° 42.261 despojó a la gobernación de Cojedes del control de los peajes y del Aeropuerto Nacional Ezequiel Zamora. Participó el 24 de enero de 2022 en el Consejo Federal de Gobierno, junto a los gobernadores Manuel Rosales, Sergio Garrido y Morel Rodríguez. Galíndez fue incluido en la conformación de dicha instancia como miembro en representación de los ejecutivos regionales. Defendió su controversial presencia en el consejo afirmando que en dicha reunión se habló de la distribución de recursos para los problemas básicos a las gobernaciones opositoras.
El 1 de marzo de 2022, Galíndez junto a los gobernadores Rosales y Garrido, se reunieron en Bogotá con el embajador de los Estados Unidos en Venezuela, James Story. En la reunión se habló sobre la reanudación de relaciones entre ambos países, el restablecimiento del diálogo en México así como la revisión de las sanciones económicas.
El 7 de abril de 2025 es expulsado de su partido Primero Justicia por actuar «contra la unidad». El 11 de abril funda el partido regional Vamos Vamos Cojedes.
En las elecciones del 25 de mayo de 2025, Galíndez logra ser reelecto con el 54,83 % de votos. De igual forma, el partido consigue 5 de 7 legisladores del CLEC, y 5 de 7 diputados a la Asamblea Nacional.